# Siarkowanie
Siarkowanie (zwane też siarkowaniem dyfuzyjnym albo nasiarczaniem) – proces obróbki cieplno-chemicznej stali polegający na dyfuzyjnym nasycaniu warstwy wierzchniej w siarkę. Przeprowadzany jest celem zwiększenia odporności na ścieranie, a zatem proces jest wykorzystywany głównie do narzędzi skrawających i do obróbki plastycznej. Stale, z których wykonane są te narzędzia to najczęściej: SW7M, SW18, NC10 oraz NW9.
Badania prowadzone na Politechnice Śląskiej doprowadziły do powstania metody niskotemperaturowego elektrolitycznego siarkowania w kąpielach solnych. Skład takiej kąpieli zawiera 80% rodanku potasu, 15% rodanku sodu i 5% Na
2S
2O
3. Obserwowany wzrost trwałości narzędzi poddanych obróbce wahał się pomiędzy 10 a 400%.